# ГЕС Тайо-Санта-Джустина
ГЕС Тайо-Санта-Джустина (італ. Taio-Santa Giustina) — гідроелектростанція на півночі Італії. Знаходячись між ГЕС Коголо (вище по течії) та ГЕС Меццокорона, входить до каскаду на річці Ноче (права притока Адідже, що впадає в Адріатичне море утворюючи спільну дельту з По).
Для накопичення ресурсу Ноче на ділянці між хребтами Нонсберг (утворює східну сторону долини) та Брента (західна сторона) перекрили бетонною арковою греблею Санта-Джустина висотою 153 метри та довжиною 124 метри, що утворила водосховище об'ємом 182 млн м3. Від нього через лівобережжя річки (згаданий вище Нонсберг) прокладений дериваційний тунель довжиною 2 км із перетином 21 м2. Після верхнього балансуючого резервуара (колодязь висотою 102 метри та діаметром 6 метрів) починається напірний водогін до машинного залу.
Зал споруджений у підземному виконанні та доступний через тунель довжиною 334 метри і резервний вертикальний хід глибиною 160 метрів. Він обладнаний трьома турбінами типу Френсіс потужністю по 35 МВт, які при напорі у 150 метрів забезпечують виробництво 282 млн кВт·год електроенергії на рік.
Відпрацьована вода подається через тунель довжиною 1,9 км до водосховища Молларо (створене для ГЕС Меццокорона).